# Kalobittacus demissus
Kalobittacus demissus is een schorpioenvliegachtige uit de familie van de hangvliegen (Bittacidae). De wetenschappelijke naam van de soort is voor het eerst geldig gepubliceerd door Byers in 1996.
De soort komt voor in Costa Rica.